# Itzel González
Itzel González Rodríguez (Tijuana, Baja California, México; 14 de agosto de 1994) es una futbolista mexicana. Juega de guardameta y su equipo actual es el Club tigres femenil  de la Primera División Femenil de México. Es internacional absoluta por la selección de México desde 2019.

## Trayectoria
González jugó socccer universitario por los UC San Diego Tritons de la Universidad de California en San Diego entre 2012 y 2016.
En 2017 se unió al Club Tijuana para jugar la temporada inaugural de la Primera División Femenil de México.
En enero de 2022, fue enviada a préstamo al Sevilla F. C. de España. Estuvo seis meses en el club.
Dejó el club de Tijuana a mediados de 2022; disputó 129 encuentros en el equipo. Ese año, fichó por el Club América.

## Selección nacional
González formó parte del plantel de la selección de México sub-20 que disputó la Copa Mundial Femenina de Fútbol Sub-20 de 2012.
Debutó por la selección de México el 15 de diciembre de 2019, en la derrota por 4-0 ante Brasil por un encuentro amistoso.

## Clubes
| Club                               | País           | Año       |
| ---------------------------------- | -------------- | --------- |
| UC San Diego Tritons (Universidad) | Estados Unidos | 2012-2016 |
| Club Tijuana                       | México         | 2017-2022 |
| Sevilla F. C. (a préstamo)         | España         | 2022      |
| Club América                       | México         | 2022-2023 |

España

## Palmarés

### Títulos nacionales
| Título           | Club         | País   | Año      |
| ---------------- | ------------ | ------ | -------- |
| Primera División | Club América | México | Cl. 2023 |